# Jean Patou
Jean Patou (28 de dezembro de 1878, data de morte desconhecida) foi um ciclista belga. Representou seu país, Bélgica, em duas provas de ciclismo de pista nos Jogos Olímpicos de Verão de 1908. Também obteve participação nas olimpíadas de Estocolmo 1912, embora ele não completou a sua corrida de estrada individual.